# 1 World Trade Center (1970–2001)
O One World Trade Center original (também conhecido como Torre Norte, Torre 1, Prédio Um ou 1 WTC) foi uma das Torres Gêmeas do complexo original do World Trade Center na cidade de Nova Iorque. Foi concluído em 1972, tinha uma altura de 417,0 m (1.368 pés) e foi o edifício mais alto do mundo até 1973, quando foi superado pela Sears Tower em Chicago.
Ele se distinguia do 2 World Trade Center original, também conhecido como Torre Sul, pela antena de telecomunicações de 110 m (360 pés) em seu telhado. Se incluído a antena, o edifício tinha uma altura total de 526,7 m (1.728 pés). Outras coisas que fizeram com que a Torre Norte se distinguisse da Torre Sul foram um dossel conectado à fachada oeste da Torre Norte no nível da rua e duas passarelas para pedestres que se estendiam dos passeios oeste e sul do 3 e 6 World Trade Center até as fachadas norte e sul da Torre Norte no nível da praça, todas as quais não existiam na Torre Sul. O endereço do edifício era 1 World Trade Center, e o complexo do WTC tinha seu próprio código postal (10048) devido ao seu grande tamanho.
O World Trade Center original foi destruído nos ataques terroristas de 11 de setembro de 2001. A Torre Norte foi atingida pelo voo 11 da American Airlines às 8h46, sendo a primeira das Torres Gêmeas a ser atingida por uma aeronave sequestrada e a segunda a desabar, às 10h28. Das 2.977 vítimas mortas nos ataques, cerca de 1.700 estavam na Torre Norte ou no solo.
A Torre Norte foi sucedida pela atual torre do One World Trade Center, que foi inaugurada em novembro de 2014 como o principal edifício do local reformado do World Trade Center. No Memorial e Museu Nacional do 11 de Setembro, a piscina norte marca o local onde ficava a Torre Norte.

## História

### Desenvolvimento

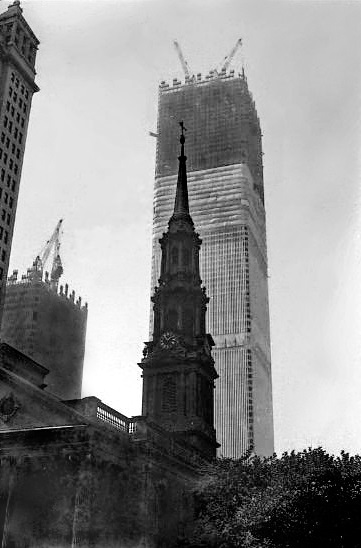
1 World Trade Center alguns meses antes de sua conclusão, em maio de 1970

Em 1961, a Autoridade Portuária de Nova Ioque e Nova Jérsei concordou em construir o World Trade Center no local do Terminal Hudson em Lower Manhattan, na cidade de Nova Iorque. Em 20 de setembro de 1962, a Autoridade Portuária anunciou a escolha de Minoru Yamasaki como arquiteto principal e Emery Roth & Sons como arquitetos associados. Yamasaki elaborou o plano para incorporar as torres gêmeas. Seu plano original previa que as torres tivessem 80 andares, Mas para atender à exigência da Autoridade Portuária de 930.000 m2 (10.000.000 pés quadrados) de espaço para escritórios, os edifícios teriam de ter 110 andares cada. O projeto de Yamasaki para o World Trade Center, revelado ao público em 18 de janeiro de 1964, exigia uma planta quadrada de aproximadamente 63 m (208 pés) de dimensão em cada lado.
Em março de 1965, a Autoridade Portuária começou a adquirir propriedades no local do World Trade Center. O trabalho de demolição começou em 21 de março de 1966, e o lançamento da pedra fundamental para a construção do World Trade Center ocorreu em 5 de agosto de 1966. Em janeiro de 1967, a Autoridade Portuária concedeu US$ 74 milhões em contratos a vários fornecedores de aço. As obras de construção da Torre Norte começaram em agosto de 1968. A cerimônia de inauguração do 1 WTC (a Torre Norte) ocorreu em 23 de dezembro de 1970. Os primeiros inquilinos se mudaram para a Torre Norte em 15 de dezembro de 1970, quando ela ainda estava em construção, e uma cerimônia de corte da fita foi realizada em 4 de abril de 1973.

### Operação
Em 13 de fevereiro de 1975, um incêndio com três alarmes começou no 11º andar da Torre Norte, causando danos do 9º ao 14º andar. Naquela época, o World Trade Center não tinha sistemas de sprinklers (rociadores de incêndios). Descobriu-se que um zelador insatisfeito havia iniciado deliberadamente o incêndio sendo acusado criminalmente. Após o incêndio, em 1981, a Autoridade Portuária anunciou um plano de US$ 45 milhões para instalar rociadores de incêndios em todo o World Trade Center.
O primeiro ataque terrorista ao World Trade Center ocorreu em 26 de fevereiro de 1993, às 12h17. Um caminhão Ryder carregado com 680 kg de explosivos (plantados por Ramzi Yousef) foi detonado na garagem subterrânea da Torre Norte. De acordo com um juiz presidente, o principal objetivo dos conspiradores no momento do ataque era desestabilizar a Torre Norte e fazer com que ela se chocasse contra a Torre Sul, derrubando os dois arranha-céus. Seis pessoas foram mortas e outras 1.042 ficaram feridas nos ataques. Após o atentado, os pisos que foram destruídos precisaram ser reparados para restaurar o suporte estrutural.
Em fevereiro de 2001, a Autoridade Portuária alugou todo o complexo do World Trade Center para a Vornado Realty Trust. No entanto, o Vornado insistiu em fazer alterações de última hora no acordo, e a segunda maior oferta, a Silverstein Properties, assinaram um contrato de aluguel para o complexo em 24 de julho de 2001.

### Destruição

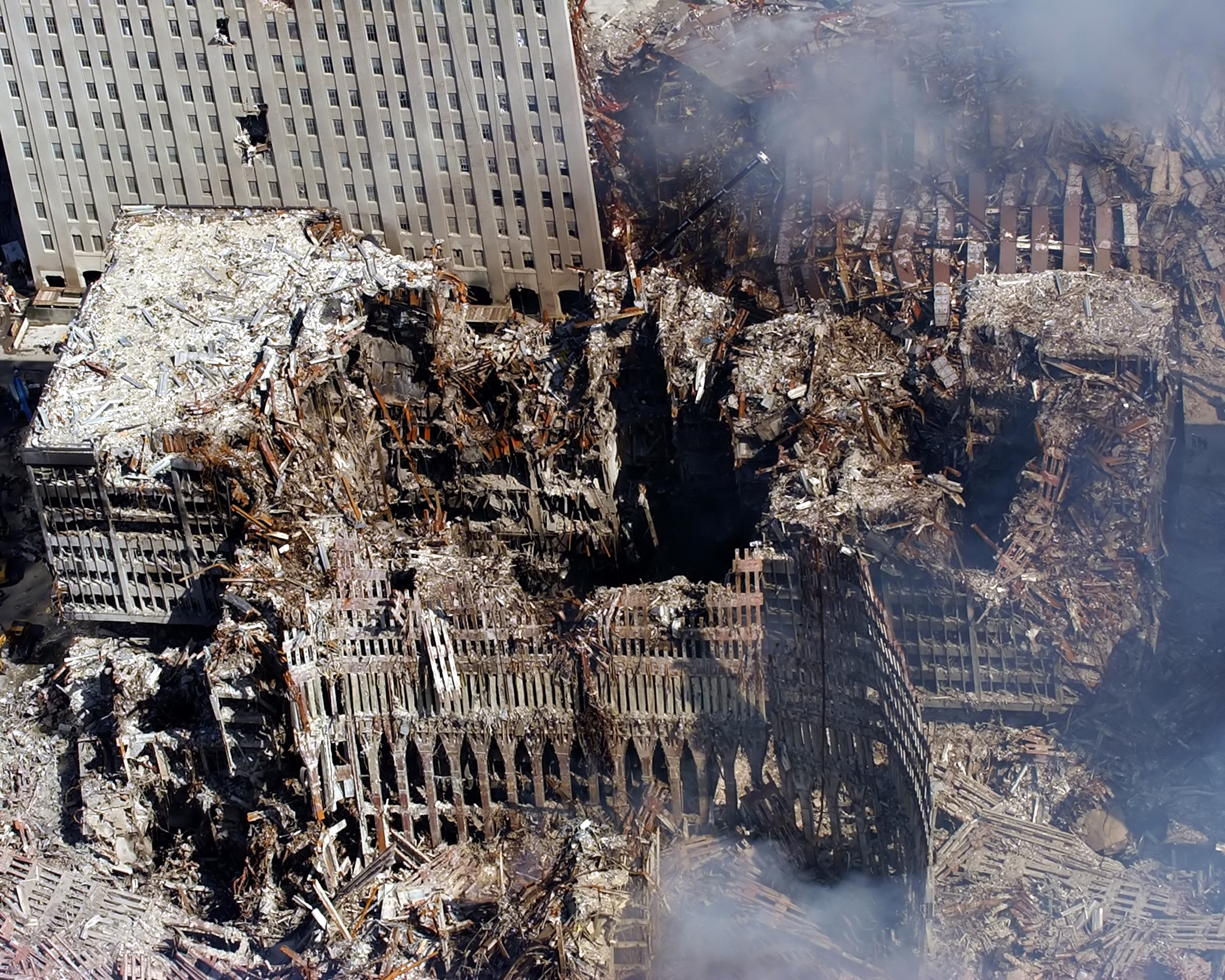
Os restos do World Trade Center 1, 6 e 7 (de baixo para cima) em 17 de setembro de 2001.

Às 8h46 (ETZ) de 11 de setembro de 2001, cinco sequestradores afiliados à al-Qaeda colidiram o voo 11 da American Airlines contra a fachada norte da Torre Norte, entre o 93º e o 99º andares. Dezessete minutos depois, às 9h03 (EDT), um segundo grupo de cinco terroristas colidiu o voo 175 da United Airlines, sequestrado, contra a fachada sul da Torre Sul, atingindo entre o 77º e o 85º andares.

Imagem virtual do buraco causado pela colisão do avião.

Às 9h59 (EDT), a Torre Sul (2 World Trade Center) desabou depois de queimar por aproximadamente 56 minutos. Depois de queimar por 102 minutos, a Torre Norte desabou devido à falha estrutural às 10h28 (EDT). Quando a Torre Norte desabou, os detritos caíram sobre o 7 World Trade Center, que ficava próximo, danificando-o e provocando incêndios. Os incêndios duraram horas, comprometendo a integridade estrutural do edifício. O 7 World Trade Center desabou às 17h21 (EDT).
Somados a um ataque simultâneo ao Pentágono em Arlington, Virgínia, e a uma revolta de passageiros que resultou na queda do voo United Airlines 93 em Shanksville, Pensilvânia, os ataques resultaram na morte de 2.996 pessoas (2.507 civis, 343 bombeiros, 72 policiais, 55 militares e os 19 sequestradores). Cerca de 90% dos trabalhadores e visitantes que morreram nas torres estavam nas zonas de impacto ou acima delas. Na Torre Norte, 1.355 pessoas que estavam na zona de impacto ou acima dela ficaram presas e morreram por inalação de fumaça, caíram, pularam da torre para escapar da fumaça e das chamas ou morreram quando o edifício acabou por colapsar. Uma escada na Torre Sul, a Escadaria A, de alguma forma evitou a destruição completa, ao contrário do restante da torre. Quando o voo 11 atingiu a Torre Norte, todas as três escadas na zona de impacto da Torre Norte foram destruídas, impossibilitando a fuga de qualquer pessoa acima do 91º andar. 107 pessoas abaixo do ponto de impacto também morreram.

## Arquitetura
Minoru Yamasaki foi o arquiteto principal da torre, e Emery Roth & Sons foram os arquitetos associados. Durante a construção do World Trade Center, os engenheiros estruturais acabaram seguindo as versões preliminares dos códigos de construção de 1968 da cidade de Nova York, que incorporavam “técnicas avançadas” no projeto de construção. s Torres Gêmeas usaram um projeto de estrutura tubular, que exigiu 40% menos aço estrutural do que os projetos de edifícios convencionais. As estruturas foram inspiradas pela ética arquitetônica do arquiteto francês Le Corbusier e foram a expressão seminal das tendências modernistas góticas de Yamasaki. Yamasaki também se inspirou na arquitetura islâmica, elementos que ele incorporou no projeto dos edifícios, tendo projetado anteriormente o Aeroporto Internacional de Dhahran, na Arábia Saudita, com o Saudi Binladin Group.
Quando concluída, a Torre Norte tinha 417,0 m (1.368 pés) de altura. Ela contava com uma antena ou mastro de telecomunicações de 110 m (362 pés) que foi construída no telhado em 1979 (atualizada em 1999 para acomodar transmissões de TV digital). Com esse acréscimo, o ponto mais alto da Torre Norte atingiu 530 m (1.730 pés). Cada torre tinha mais de 410 m (1.350 pés) de altura e ocupava cerca de 4.000 m2 (1 acre) do total de 65.000 m2 (16 acres) do terreno do local.

### Fachada
As fachadas das Torres Gêmeas eram feitas de colunas de aço perimetrais de alta resistência e suporte de carga que atuavam como treliças Vierendeel. Embora as colunas em si fossem leves, elas eram espaçadas umas das outras, formando uma estrutura de parede forte e rígida. Havia 59 colunas perimetrais, com espaçamento estreito, em cada lado do edifício. No total, as paredes do perímetro mediam 64 m (210 pés) de comprimento em cada lado, e os cantos eram chanfrados. A estrutura do perímetro foi construída com peças modulares pré-fabricadas, conectadas por placas de proteção. Do sétimo andar até o nível do solo e até a fundação, as colunas foram espaçadas em 3,0 m (10 pés) para acomodar as portas. Todas as colunas foram colocadas no leito rochoso a 20-26 m (65-85 pés) abaixo da superfície.

### Características estruturais
O núcleo do edifício abrigava o elevador e os poços de utilidades, banheiros, três escadas e outros espaços de apoio. O núcleo de cada torre era uma área retangular de 27 por 41 m (87 por 135 pés) e continha 47 colunas de aço que iam do alicerce até o topo da torre. O núcleo estrutural da Torre Norte foi orientado com o eixo longo de leste a oeste. As colunas centrais suportaram cerca de metade do peso das torres. Todos os elevadores estavam localizados no núcleo. Cada edifício tinha três escadas, também no núcleo, exceto nos andares mecânicos. O espaço grande e sem colunas entre o perímetro e o núcleo foi preenchido por treliças de piso pré-fabricadas, que se conectaram às colunas do perímetro.
As treliças de chapéu (ou “treliça de estabilização”) localizadas do 107º andar até o topo das torres Norte e Sul foram projetadas para suportar uma antena de comunicação no topo de cada edifício. No entanto, apenas a Torre Norte tinha de fato uma antena instalada, que foi adicionada em 1979. O projeto de estrutura tubular usando núcleo de aço e colunas perimetrais protegidas com material resistente ao fogo pulverizado criou uma estrutura relativamente leve que balançaria mais em resposta ao vento. Ao projetar o World Trade Center, Leslie Robertson chegou a considerar um cenário de impacto de um avião a jato colidindo contra o edifício. O Instituto Nacional de Padrões e Tecnologia (NIST) encontrou um white paper de três páginas que mencionava que outra análise, envolvendo o impacto de um jato a 600 mph (970 km/h), foi de fato considerada, mas o NIST não conseguiu localizar a evidência documental da análise de impacto de aeronave.
Materiais resistentes ao fogo pulverizados (SFRMs), placas de gesso e vermiculita foram usados para fornecer proteção contra incêndio aos interiores. Mais proteção contra incêndio foi adicionada após um incêndio em fevereiro de 1975, mas após o atentado de 1993, as inspeções descobriram que a proteção contra incêndio era deficiente.  Os códigos de construção da cidade de Nova York de 1968 não exigiam rociadores de incêndios para edifícios altos, exceto para espaços subterrâneos mas todo o complexo foi remodelado em 2001.

## Locatários na época dos ataques
A lista de locatários abaixo foi compilada a partir da lista original fornecida pelo CoStar Group (um fornecedor de informações eletrônicas sobre imóveis comerciais), citada pela CNN. A sede corporativa da Cantor Fitzgerald estava localizada no 1 World Trade Center.
Nota: Os andares numerados em vermelho faziam parte da área de impacto do voo 11 da American Airlines, com os andares bloqueados pelo impacto numerados em  cinza escuro .
| Andar     | Empresas/Organizações |
| --------- | --- |
| 110/R     | Estações de rádio e TV locais: Canal 2 (WCBS), Canal 4 (WNBC), Canal 5 (WNYW), Canal 7 (WABC), Canal 9 (WWOR), Canal 11 (WPIX), Canal 13 (WNET), Canal 31 (WPXN), Canal 47 (WNJU), WKCR-FM, WPAT-FM, WNYC-FM, WKTU-FM, CNBC, Genuity, CNN |
| 109       | Andar mecânico |
| 108       | Andar mecânico |
| 107       | Windows on the World, Melhor Bar do Mundo, Wild Blue |
| 106       | Windows on the World, Escola de Vinhos do Windows on the World, Salas de Conferência e Banquetes do Windows on the World |
| 105       | Cantor Fitzgerald, eSpeed, Genuity |
| 104       | Cantor Fitzgerald, eSpeed, Canal 4 (WNBC), UmeVoice |
| 103       | Cantor Fitzgerald, eSpeed |
| 102       | Cantor Fitzgerald, Alliance Consulting Group, The Nishi-Nippon Bank Limited, PaineWebber, Kidder Peabody & Co. |
| 101       | Cantor Fitzgerald, eSpeed, Boomer Esiason Foundation, Chances for Children (caridade), Kidder Peabody & Co. |
| 100       | Marsh & McLennan Companies |
| 99        | Marsh & McLennan Companies |
| 98        | Marsh & McLennan Companies |
| 97        | Marsh & McLennan Companies |
| 96        | Marsh & McLennan Companies, Sumitomo Mitsui Banking Corporation |
| 95        | Marsh & McLennan Companies |
| 94        | Marsh & McLennan Companies, Serviços para Clientes Privados Marsh, Guy Carpenter |
| 93        | Marsh & McLennan Companies, Fred Alger Management, Castle Convertible Fund Inc. |
| 92        | Carr Futures, Conselho Cultural de Lower Manhattan, Programa de Arte LMCC, Estúdios Abertos LMCC |
| 91        | American Bureau of Shipping, Cedel Bank International, Meyers Pollok Robbins, New Japan Securities International, Conselho Cultural de Lower Manhattan, Programa de Arte LMCC, Estúdios Abertos LMCC, Shiga Bank |
| 90        | American TCC International Group, Chugoku Bank, Dun & Bradstreet, Clearstream International, Pass Consulting Corporation |
| 89        | Barcley Dwyer, Bayview Services LLC, CIIC Group (US), Cosmos Services America, Daehan International, Drinker Biddle & Reath, MetLife, Mutual International Forwarding, Strategic Communications Group, Wai Gao Qiao USA, Wall Street Planning Association, Banco LatinoAmericano de Exportações Sud America, Italian Wine & Food Institute, Jun He Law Offices, Majestic Star Yacht Chartering, Tokyo Securities Company |
| 88        | Julien J. Studley, Viking Sea Freight, Gerente de Construção do WTC |
| 87        | May Davis Group, Bank of Kinki, Okasan Securities, Thor Technologies |
| 86        | Julien J. Studley, Asiatic Chemical, Sociedade de Profissionais de Satélites Internacionais |
| 85        | SMW Trading Corporation, Thermo Electron, Chicago Investment Group, Hyakugo Bank, Ohrenstein & Brown |
| 84        | Bright China Capital, Escritórios de Advocacia David Peterson, LG Securities America, San-In Godo International Bank, Unicom Capital Advisors, Blue Star Line North America, Daehan International |
| 83        | Axcelera, General Telecommunications, eMeritus Communications, Lava Trading LLC, Network Plus, Global Crossings Holdings, Fundação Amesom de Educação e Intercâmbio Cultural, Taipei Bank, Toho Bank, Wako Securities America |
| 82        | Conselho de Transporte Metropolitano de Nova York, DMJM Harris |
| 81        | Bank of America, Blue Star Line North America, Network Plus, New Continental Enterprises |
| 80        | Agricor Commodities Corporation, Intrust Investment Realty, Noga Commodities Overseas, Noga Hotels New York, Shizuoka Bank, RLI Insurance Company, Bank of Yokohama, Zenshinren Bank, TheBeast.com |
| 79        | Daynard & Van Thunen Company, First Liberty Investment Group, Nikko Securities, Okato Shoji Company International, Securant Technologies, Iyo Bank, Symphoni Interactive LLC |
| 78        | Vestíbulo elevado, Avenir, Baltic Oil Corporation, Cedar Capital Management Associates, Cheng Cheng Enterprises Holdings, Geiger & Geiger, Hyundai Motor Company, Centro Internacional de Comércio, Fundação das Autoridades Locais da Coreia para Relações Internacionais, Meridian Ventures Holdings, Pacrim Trading & Shipping, Phink Path, Traders Access Center, Atinav Avenue, Centro de Governo Local da Coreia, Partner Reinsurance Company, Kasikornthai Bank, Verona Fair Organization US Representative |
| 77        | Hal Roth Agency, Jun He Law Offices, Martin Progressive LLC, New-ey International Corporation, Associação dos Centros de Comércio Mundial, Alliance Continuing Care Network, Kuhne & Nagel, Partner Reinsurance Company |
| 76        | Andar mecânico |
| 75        | Andar mecânico |
| 74        | Morgan Stanley |
| 73        | Autoridade Portuária de Nova Iorque e Nova Jérsei, Morgan Stanley |
| 72        | Morgan Stanley |
| 71        | Morgan Stanley |
| 70        | Morgan Stanley |
| 69        | Morgan Stanley |
| 68        | Morgan Stanley |
| 67        | Autoridade Portuária de Nova Iorque e Nova Jérsei |
| 66        | Autoridade Portuária de Nova Iorque e Nova Jérsei |
| 65        | Boeing Aviation Technical Services, Morgan Stanley |
| 64        | Autoridade Portuária de Nova Iorque e Nova Jérsei,Morgan Stanley |
| 63        | Morgan Stanley, Programa de Acesso ao Aeroporto |
| 62        | Morgan Stanley |
| 61        | Morgan Stanley |
| 60        | Asahi Bank, Morgan Stanley |
| 59        | Sidley Austin Brown & Wood, Morgan Stanley |
| 58        | Sidley Austin Brown & Wood |
| 57        | Sidley Austin Brown & Wood |
| 56        | Sidley Austin Brown & Wood |
| 55        | Universidade Pace, Instituto de Comércio Mundial da Universidade Pace, Benchmark Hospitality na Universidade Pace |
| 54        | Sidley Austin Brown & Wood |
| 53        | AIG Aviation Brokerage, Bank of Taiwan, Bramax Manufacturing Corporation, China Resource Products USA, Keenan, Powers, & Andrews, LoCurto & Funk Inc., National Nydegger Transport Corporation, Pacrim Trading & Shipping, Pure Energy Corporation, Broadview Networks, Serviços Financeiros da Embaixada Francesa, JACOM Corporation, TripleHop Technologies |
| 52        | Gayer, Shyu & Wiesel, Hill, Betts & Nash, Howly (US) Corporation, Leeds & Morrelli, Okasan Securities, RGL Gallagher PC, Williams Capital Group, Bramax Manufacturing Corporation, Temenos USA Wholesalers, Unifacemanu International |
| 51        | AT&T Corporation, C&P Press, Bureau de Comércio do Governo Chileno, Companhia Nacional de Petróleo do Chile, Centro de Promoção de Produção do Chile, Corporação de Comércio Chileno, Tradeweb |
| 50        | Dai-Ichi Kangyo Trust Company of New York, Dai-Ichi Kangyo Bank |
| 49        | Dai-Ichi Kangyo Trust Company of New York, Dai-Ichi Kangyo Bank, Overseas Union Bank, Pacific American Corporation |
| 48        | Dai-Ichi Kangyo Trust Company of New York, Dai-Ichi Kangyo Bank |
| 47        | ADERLY-USA, Adjusters International, American TCC International Group, ClearForest Corporation, First Union Securities, G.Z. Stephens, Inc., Pacific American Corporation, Quint Amasis LLC, Rollins Accounting, Tejas Securities Group, Inc., W.J. Export Import, Inc. |
| 46        | Alegra International, American Sino Trade Development Council, ASTDC, Auspic International Technology & Trade Group Co., Inc., Auto Imperial, Bank of Yokohama, Beyondbond, Inc., Bluesky Technologies Inc., Ceylon Shipping Corporation, Charles P. Chan, CPA, China U.S. Net Group, Inc., Consolidated Steelex Corporation, Dahao U.S.A. Corporation, China Inter-Ocean Transportation, Hitachi Software Engineering America Limited, Interglobe Communications, J&X Tan's Trading Co., Johnson & Johnson, Kading Companies S.A., KISCO Corporation (USA), Autoridade Portuária de Nova York e Nova Jersey, R.S. Property, Shandong Resources Inc., Shipping Services Italia, Sinopec USA, Inc., Smartcomm Group, Inc., Sri Larkan Travel, Inc., Strategic Alliance International Group, Suggested Open Systems, Suntendy America, Inc., T&T Enterprises International, Inc., Teleport Investment Management LLC, Thomas D. Mangione Limited, Tradeway, Inc., ViewTrade Group, World Imperial Realty Corporation, World News & Media Group, Inc., Yong Ren America Inc. |
| 45        | American Lota International, Bramax Manufacturing Corporation, China Construction America, Dunavant Commodity Corporation, Fertitta Enterprises, F.E. Wallace & Co., HS Futures LP, Hyundai Motor Company, Pure Energy Corporation, Security Traders Association, Software Research Associates America, Streamline Capital, BAO Hercules, Ching Fong Investment Company New York, Johnson Enterprises, SRA America, S. Stern Custom Brokers, Swiss Trading & Shipping Association |
| 44        | Vestíbulo elevado, Restaurante Skydive, MetLife, Morgan Stanley, Sociedade de Analistas de Segurança de Nova York, Associação de Técnicos de Mercado, Autoridade Portuária de Nova York e Nova Jersey |
| 43        | Autoridade Portuária de Nova York e Nova Jersey |
| 42        | Andar mecânico |
| 41        | Andar mecânico |
| 40        | Lehman Brothers, Commerzbank Capital Markets AG |
| 39        | Lehman Brothers, Cultural Institutions Retirement Systems, First Liberty Investment Group, Overseas Union Bank, Xcel Federal Credit Union, Tai Fook Securities, Circle International, Sun Hung Kai Securities |
| 38        | Lehman Brothers, Aliança Regional para Pequenos Contratantes, Turner Construction Company, GSW & Associates, GW Finance Corporation |
| 37        | Commodity Futures Trading Commission, Governo da Tailândia, S. Stern Custom Brokers, Conselho de Investimento Tailandês, Escritório do Conselheiro Econômico Tailandês, Centro de Comércio Tailandês, Autoridade Portuária de Nova York e Nova Jersey |
| 36        | Kemper Corporation |
| 35        | Kemper Corporation, Escritórios de Advocacia Anne Pope |
| 34        | Escritório da Embaixada Real Tailandesa, Autoridade Portuária de Nova Iorque e Nova Jérsei, Autoridade de Turismo da Tailândia |
| 33        | Berel & Mullen, China Daily Distribution Corporation, Data Transmission Network Corporation, Hu Tong International Company, Koudis International, MANAA Trading Group, MIS Service Company, Rachel & Associates, Serko & Simon, Golden King USA, American Bright Signs, China United Trading Corporation, Excel Shipping, Korean Associates Securities, Rohde & Liesenfeld, Lunham & Reeve, Inc. |
| 32        | Chang Hwa Bank, Rohde & Liesenfeld, Koudis International |
| 31        | Autoridade Portuária de Nova Iorque e Nova Jérsei, Empire Health Choice, EmpireBlue |
| 30        | Empire Health Choice, EmpireBlue |
| 29        | China Patent and Trademark Agent USA, World Travel, Seth Shipping Corporation, Taipei Bank, ZimAmerican Israeli Shipping Company |
| 28        | Autoridade Portuária de Nova Iorque e Nova Jérsei, Empire Health Choice, EmpireBlue |
| 27        | Bangkok Metropolitan Bank, Anthem, Empire Health Choice, EmpireBlue, Sinopec USA, Inc. |
| 26        | Garban Intercapital |
| 25        | Garban Intercapital, R.H. Wrightson & Associates, Conselheiro Comercial da Embaixada da Costa do Marfim, EXCO USA International, Harold I. Pepper Company |
| 24        | Empire Health Choice, EmpireBlue, Autoridade Portuária de Nova Iorque e Nova Jérsei, Centro de Promoção de Exportação da República Dominicana, Electric Paper Inc., RN Forwarding |
| 23        | Empire Health Choice, EmpireBlue |
| 22        | Centro de Comando de Segurança, Cheng Xiang Trading USA, Chicago Board Options Exchange Corporation, G.C. Services, Gold Sky Inc., Kaiser Overseas, Karoon Capital Management, MLU Investment, Pluto Commodities, P. Wolfe Investments, Tai Fook Securities, The SCPIE Companies, Unicom Capital Advisors, AMROC International Company, Central Trust of China, China Steel, Conselho de Transporte Metropolitano de Nova York, SySoft e-Business Lab |
| 21        | Avesta Computer Services, Continental Logistics, Dongwon Securities Company, Friends Ivory & Sime, Friends Villas Fischer Trust, Infotech Commercial Systems, Escritórios de Advocacia Roman V. Popik, Lief International, Tower Computer Services, United Seamen's Service (USS-AMMLA), 1 Stop Investment Advice, Brauner International Corporation, Cat Technology Inc., Wired Cat, J.D. Smith Customs Broker, Marc Commodities, Aliança Regional para Pequenos Contratantes, United Hercules |
| 20        | Empire Health Choice, EmpireBlue, Rohde & Liesenfeld |
| 19        | Autoridade Portuária de Nova Iorque e Nova Jérsei, Adams McFarlane LLC (NexxtHealth), Excel Shipping, HZ Bernstein Air Freight, Empire Health Choice, EmpireBlue |
| 18        | Neovest, I/B/E/S International Inc., SportsGelt LLC |
| 17        | ABC International, Masterpiece International, Nippon Express USA, Empire Health Choice, EmpireBlue, ZimAmerican Israeli Shipping Company |
| 16        | California Bank & Trust, Seven Star Lines, ZimAmerican Israeli Shipping Company, Ramon International Insurance Brokers (ZimAmerican) |
| 15        | Landmark Education Corporation, Continental Forwarding, Gringsby Brandford & Co., H.W. Robinson & Co. |
| 14        | Instinet, Dun & Bradstreet, Autoridade Portuária de Nova Iorque e Nova Jérsei, Aeolian Shipping Company, C. Allen & Co., Hirshbach & Smith, VanderGrift Forwarding |
| 13        | Instinet |
| 12        | Lafayette Shipping Company |
| 11        | Bank of America, Porcella Vicini & Co., Primark Decision Economics, Raymond James & Associates, Allstate Insurance Company, Tes USA |
| 10        | Bank of America, Export Import Service, Hauser Air Corporation |
| 9         | Bank of America, Foreign Credit Insurance Association |
| 8         | Andar mecânico |
| 7         | Andar mecânico |
| 6         | — |
| 5         | Gayer, Shyu & Wiesel |
| 4         | Geiger & Geiger |
| 3         | Autoridade Portuária de Nova Iorque e Nova Jérsei, LG Insurance Company, W.R. Hambrecht |
| 2         | — |
| Saguão    | Avis, Delta Air Lines, Olympia Airport Express, Trans World Airlines, Continental Airlines, Continental Enterprises, Citibank |
| Concourse | Shopping do World Trade Center |

FONTES: CoStar Group, CNN e Unblinking.

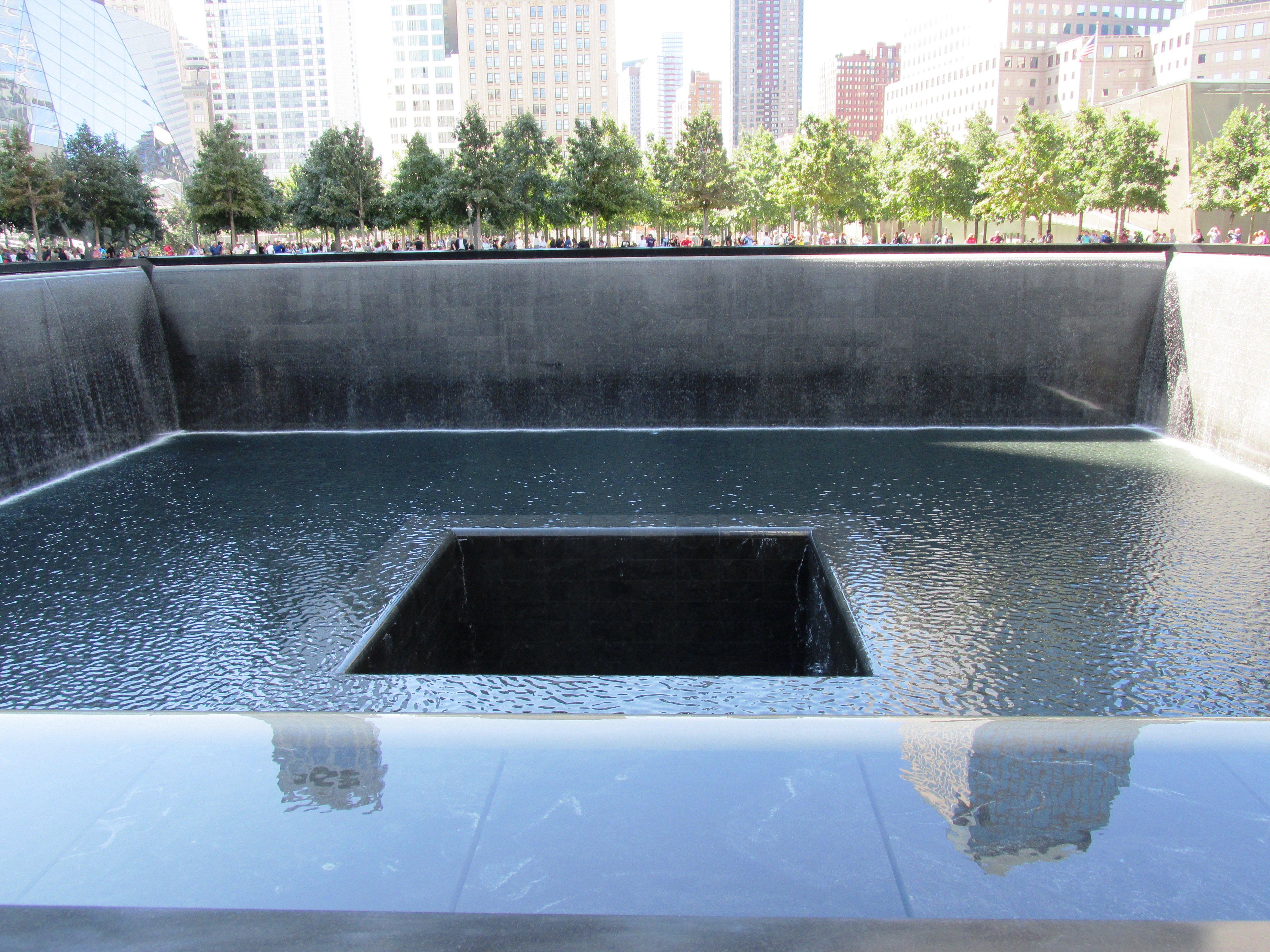
A piscina norte do atual Memorial e Museu Nacional do 11 de Setembro, que marca o local onde ficava o One World Trade Center original.

### 92º andar
O 92º andar, embora tecnicamente seja o primeiro andar abaixo da zona de impacto do voo 11, não teve nenhum sobrevivente. Sessenta e nove pessoas compareceram ao trabalho naquela manhã, incluindo 67 funcionários da Carr Futures, uma locatária do 92º andar. O impacto em si poupou todas as pessoas do Piso 92 e não causou nenhum dano direto ao andar. No entanto, a força do impacto derrubou paredes e causou danos não estruturais, como janelas quebradas, telhas do teto quebradas e fios elétricos rompidos, além de causar inundações até a altura dos joelhos em vários cômodos do 92º andar depois que os canos de água estouraram. Várias chamadas de pessoas presas no andar foram registradas, nessas ligações, os trabalhadores relataram que, embora as escadas do 92º andar não tivessem sido destruídas, elas estavam bloqueadas por detritos que haviam caído da zona de impacto do voo 11 imediatamente acima. Além de as escadas ficarem intransitáveis, o impacto centralizado no núcleo da Torre Norte também interrompeu o serviço de elevadores no arranha-céu a partir do 50º andar, cortando todas as rotas de fuga para qualquer pessoa acima do 91º andar.
Inicialmente, as condições no 92º andar provavelmente não eram muito diferentes das condições do andar abaixo, do qual todos sobreviveram e escaparam. A situação mudou drasticamente quando o combustível de aviação inflamável chegou ao 92º andar, após o impacto do avião logo acima, provocando vários incêndios que rapidamente começaram a consumir o lado leste; 12 minutos após o impacto do vôo 11, as primeiras fatalidades conhecidas no andar ocorreram em um período de três minutos, quando oito trabalhadores foram forçados a pular da extremidade norte do lado leste da torre para escapar das chamas que se aproximavam rapidamente. Os que continuaram foram para uma área desocupada no lado oeste do andar, que a princípio estava livre de fumaça e fogo. No entanto, as imagens mostram que o fogo na face norte da torre acabou se espalhando para o oeste, chegando ao refúgio naquela seção do andar, tornando as condições ali inviáveis.
A última ligação telefônica da Torre Norte foi feita por Thomas McGinnis, um operador do 92º andar, quando ele conseguiu falar com sua esposa Iliana às 10h18. McGinnis e vários outros funcionários ficaram confinados em uma sala de conferências durante todo o tempo depois que a porta se fechou devido à deformação do edifício quando o avião caiu, separando-os de todos os outros no andar. A maior parte do andar estava em chamas no momento em que McGinnis ligou, com espaço extremamente limitado para que o grupo não se queimasse. Apesar das tentativas de sua esposa de tranquilizá-lo, McGinnis não acreditava que eles sobreviveriam. A Torre Sul já havia desabado, e McGinnis revelou a ela que podia ver pessoas pulando dos andares acima. A linha caiu às 10:26, dois minutos antes do colapso da torre.

### Locatários que saíram antes dos ataques
Entre 1978 e 1995, o Consulado do Paraguai esteve localizado na Suíte 1609 do 1 World Trade Center. A Home Lines ocupou a Suíte 3969 de 1974 até 1988.